# Gosainganj (Lucknow)
Gosainganj es un pueblo y nagar Panchayat situado en el distrito de Lucknow en el estado de Uttar Pradesh (India). Su población es de 9649 habitantes (2011). 

## Demografía
Según el censo de 2011 la población de Gosainganj era de 9649 habitantes, de los cuales 5026 eran hombres y 4623 eran mujeres. Gosainganj tiene una tasa media de alfabetización del 71,31%, superior a la media estatal del 67,68%: la alfabetización masculina es del 76,17%, y la alfabetización femenina del 66,06%.